# Paraembolides boydi
Espèce
Synonymes
- Bymainiella boydi Raven, 1978

Paraembolides boydi est une espèce d'araignées mygalomorphes de la famille des Hexathelidae.

## Distribution
Cette espèce est endémique de Nouvelle-Galles du Sud en Australie.

## Publication originale
- Raven, 1978 : Systematics of the spider subfamily Hexathelinae (Dipluridae: Mygalomorphae: Arachnida). Australian Journal of Zoology Supplementary Series, no 65, p. 1-75.